# Tacacc
Tacacc (quechua t'akay para dispersar, difundir, -q un sufijo, "disperso, propagar / el que dispersa", ortografía hispanizada Tacacc, Tacaj ), Takaq (quechua takay para golpear, "golpear / el que golpea") o T'aqaq (quechua t'aqay para separar, "separado / el que separa") es una montaña de casi 4000 metros (13 123 pies), con un sitio arqueológico del mismo nombre en Perú . Está situado en la región de Huánuco, provincia de Yarowilca, distrito de Chavinillo, cerca del pueblo de Chavinillo.

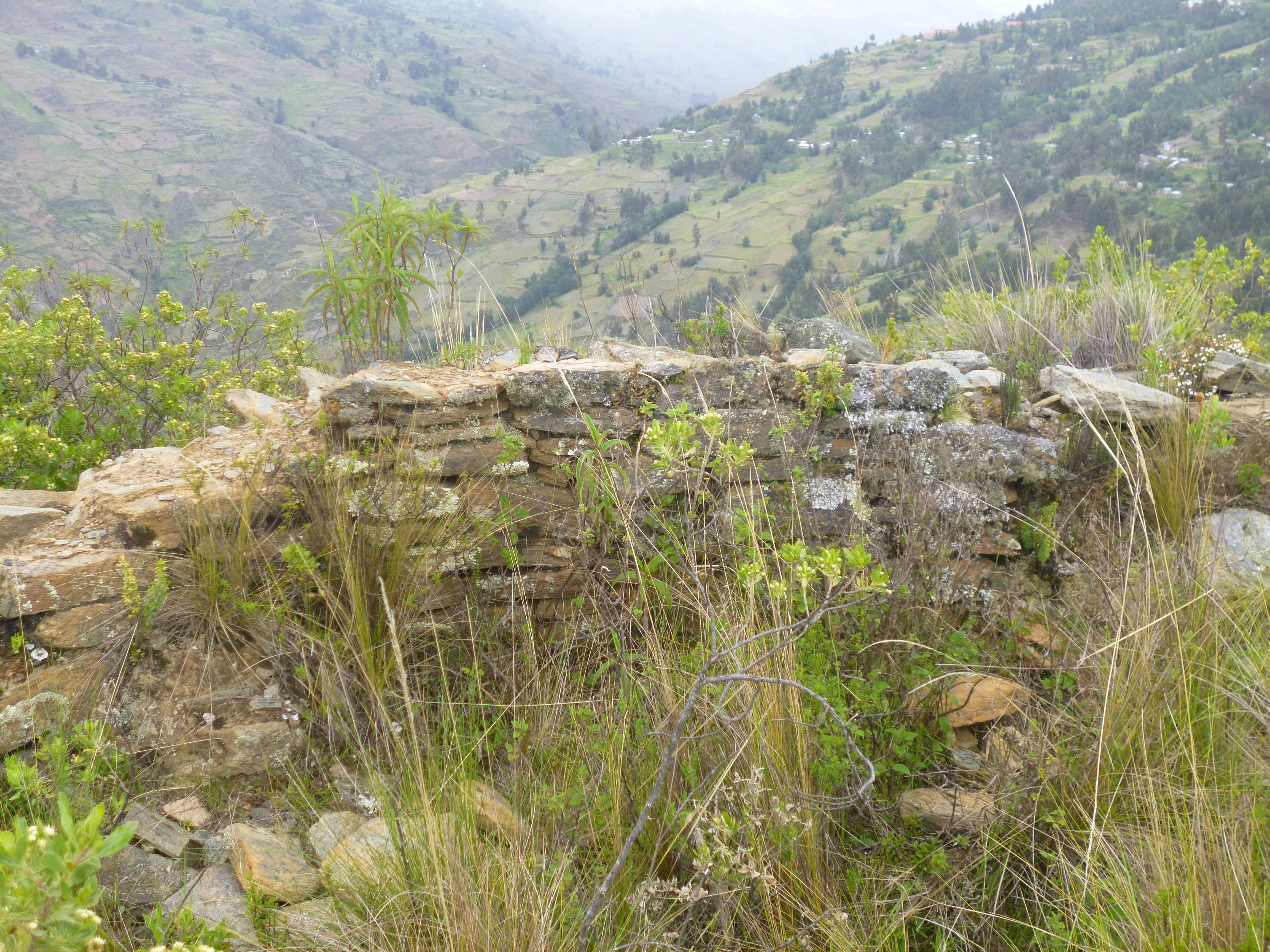
Huayuculano y Huacuto vistos desde el sitio arqueológico de T'akaq